# 英华书馆
英华书馆（英文：Anglo-Chinese School）又名中西书院，於1850年在中國上海创办的教会学校，由英国寓沪外侨和上海士绅发起。1892年，英华书馆自山东路迁入老靶子路（今武进路）和赫司克而路（今中州路）路口。学校至1930年代初结业，曾为“沪上有名书院”，其学校建筑成为上海市第四批优秀历史建筑，同时也是目前虹口区内最早的西式建筑之一。

## 历史
英华书馆，由寓沪外侨和上海士绅共同创办于1850年，最初设立于山东路，并接受汇川、太平、怡和等在沪洋行的资助。在日常管理上，学校隶属英国圣公会，并采用英国学制，一般委任英国人出任学校校长。学校除国文科采用汉语汉字教学外，其他学科均使用当时英属印度的教材。学生自二年级开始，更是全部采用英文原版教材学习。该校的师生包括中国人、外国人等。
1865年，英华书馆聘请此前在京师同文馆任教的傅兰雅出任校长兼英语教习。此后，英华书馆在傅兰雅主持下创办了英文短训班和夜班，并根据学生方言进行划分教学。并且注重于实际社会需要，而非传统教会传教的需要。开设的课程包括算学、司账、地理、翻译等。

## 建筑

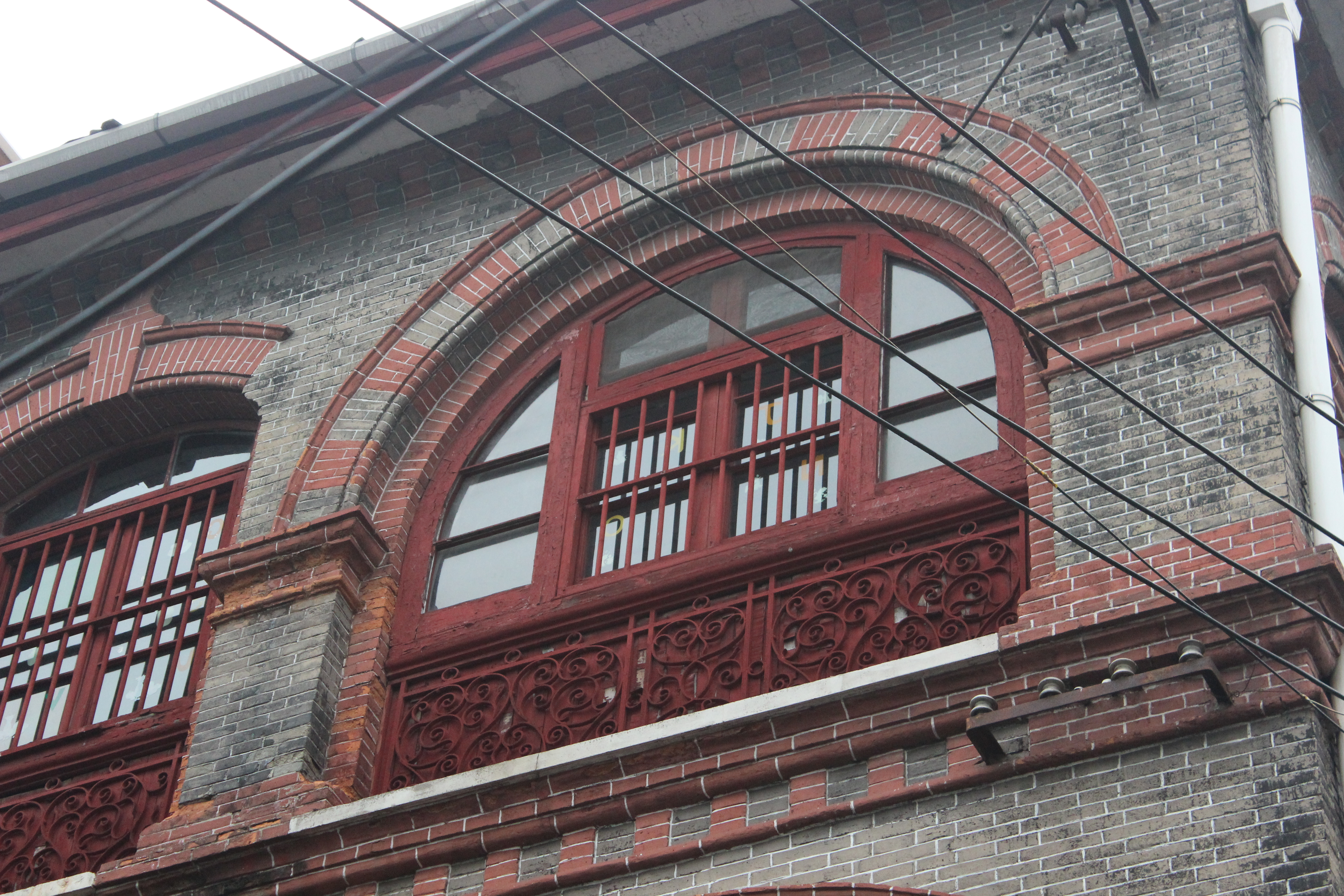
武进路英华书馆窗户

英华书馆建筑位于虹口区武进路412号。房屋的整体风格为晚期殖民地外廊式建筑，在一些细节上带有英国安妮女王建筑特色。书馆结构采用粘土青砖砌成墙体，外面使用清水红砖组成主立面及券式外廊。券式为圆形和扁圆形。屋顶为四面坡型，屋瓦分青瓦和红瓦。主入口的立柱采用爱奥尼柱式风格，窗户间又使用雕花古典柱。2006年，该建筑被评为上海市第四批优秀历史建筑。

## 知名校友
- 郑观应
- 马寅初
- 张似旭